# Plumont
Plumont település Franciaországban, Jura megyében. Lakosainak száma 105 fő (2022. január 1.). Plumont Rans, Chissey-sur-Loue, Étrepigney és Fraisans községekkel határos.

## Népesség
A település népességének változása:
| Lakosok száma | 75   | 103  | 128  | 92   | 88   | 98   | 103  | 105  | 105  | 105  |
|               | 1968 | 1982 | 1990 | 2006 | 2013 | 2015 | 2017 | 2019 | 2020 | 2022 |